# Berveni
Berveni é uma comuna romena localizada no distrito de Satu Mare, na região histórica da Transilvânia. A comuna possui uma área de  km² e sua população era de 3569 habitantes segundo o censo de 2007.